# Francis Tuker
Sir Francis Ivan Simms Tuker, KCIE, CB, DSO, OBE, FRSA (* 14. Juli 1894 in Tobago, Trinidad und Tobago; † 7. Oktober 1967 in Mawnan, Cornwall, England) war ein britischer Offizier der British Army, der unter anderem als Generalleutnant zwischen 1942 und 1944 Kommandierender General des IV Corps war. 

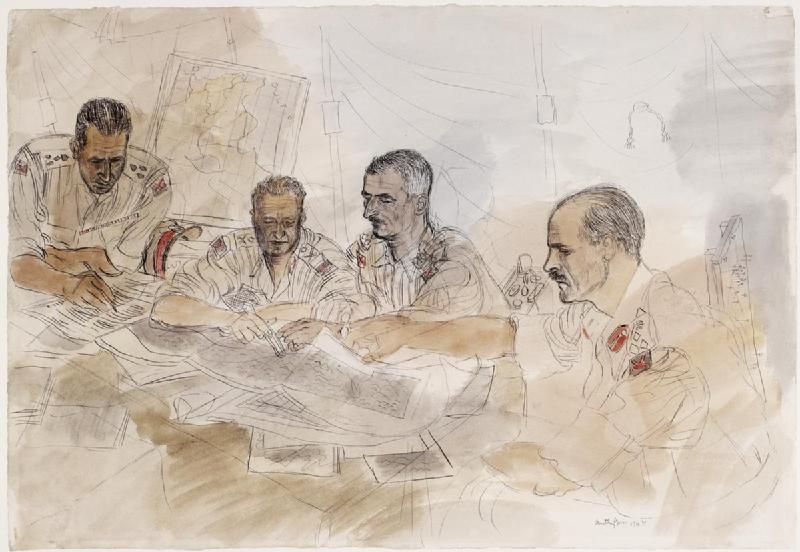
Francis Tuker, ganz rechts, mit drei anderen Offizieren in einem Militärzelt beim Kartenstudium; Nordafrika bei El Alamein, Juni 1943

## Leben
Francis Ivan Simms Tuker, Sohn von W. J. Sanger Tuker und dessen Ehefrau Katherine Louisa Simms, absolvierte nach dem Besuch des Brighton College eine Offiziersausbildung am Royal Military College Sandhurst und wurde nach deren Abschluss im Januar 1914 als Leutnant in das Linieninfanterieregiment Royal Sussex Regiment übernommen. Im Oktober 1914 wechselte er in das Gurkha-Schützenregiment 2nd King Edward VII’s Own Gurkha Rifles (The Sirmoor Rifles) der Britisch-Indischen Armee und nahm am Ersten Weltkrieg teil. Nach Kriegsende fand er zahlreiche weitere Verwendungen als Offizier der Britisch-Indischen Armee und war zwischen 1925 und 1926 Absolvent des Staff College Camberley. Am 1. Juli 1933 erhielt er den Brevet-Rang eines Oberstleutnants (Brevet Lieutenant-Colonel) und war vom 1. Juli 1933 bis zum 6. April 1934 stellvertretender Kommandeur des 1. Bataillons der 2nd Gurkha Rifles sowie anschließend zwischen dem 7. April 1934 und dem 31. März 1936 Generalstabsoffizier Zweiten Grades der Truppen im Distrikt Rawalpindi in Britisch-Indien. Danach fungierte er zwischen Oktober 1936 und dem 1. Februar 1937 zunächst als kommissarischer Kommandeur und nach seiner Beförderung zum Oberstleutnant (Lieutenant-Colonel) vom 1. Februar 1937 bis zum 30. September 1939 Kommandeur des 1. Bataillons der 2nd Gurkha Rifles. Für seine militärischen Verdienste wurde er 1937 zum Offizier des Order of the British Empire (OBE) ernannt.

Abzeichen des IV Corps.

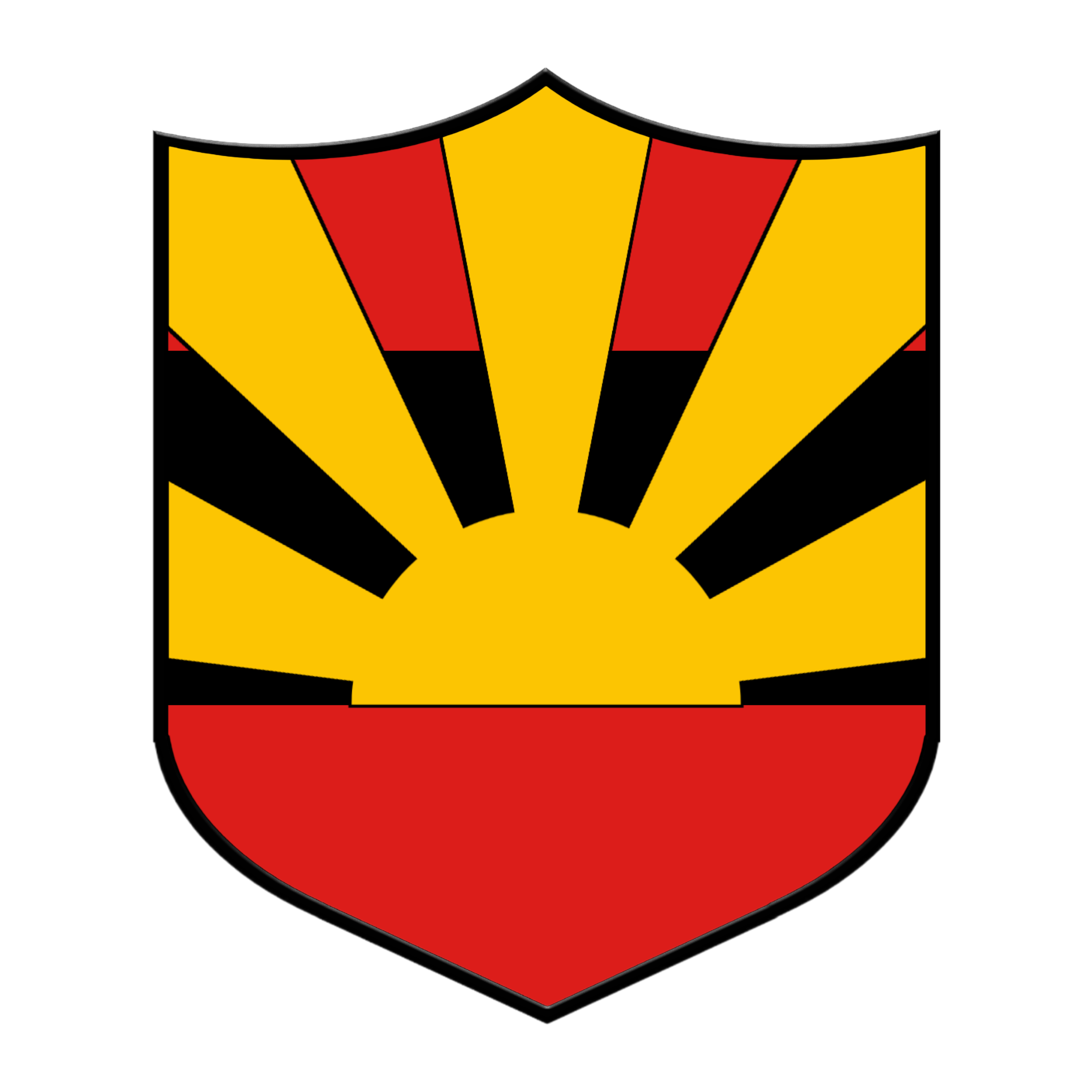
Abzeichen des Eastern Command (India).

Daraufhin wurde Tuker am 16. März 1939 kommissarischer stellvertretender Direktor für Stabsdienste im Hauptquartier der Britisch-Indischen Armee und war zu Beginn des Zweiten Weltkrieges zwischen dem 1. Oktober 1939 und dem 14. Juli 1940 dort Generalstabsoffizier Ersten Grades. Am 27. Oktober 1939 erfolgte seine Beförderung zum Oberst (Colonel), wobei diese Beförderung auf den 1. Juli 1936 zurückdatiert wurde. Er war vom 15. Juli bis zum 17. September 1940 erst stellvertretender Direktor sowie im Anschluss zwischen dem 18. September 1940 und dem 30. September 1941 Direktor für militärische Ausbildung im Hauptquartier der Britisch-Indischen Armee. In diesen Funktionen erhielt er am 8. September 1940 erst den lokalen Rang als Brigadier (Local Brigadier) sowie zehn Tage später am 18. September 1940 auch den kommissarischen Dienstgrad eines Brigadiers (Acting Brigadier), ehe er am 18. März 1941 den zeitlich befristeten Rang eines Brigadiers (Temporary Brigadier) erhielt. Nach seiner Ernennung zum kommissarischen Generalmajor (Acting Major-General) war er auf dem Kriegsschauplatz China-Burma-Indien als Nachfolger von Generalmajor Roland „Tim“ Debenham Inskip zunächst vom 1. Oktober 1941 bis zum 1. Januar 1942 Kommandeur der 34th Indian Infantry Division in Britisch-Indien. Anschließend übernahm er am 2. Januar 1942 von Generalmajor Frank Messervy den Posten als Kommandeur der in Nordafrika, Sizilien und Italien eingesetzten 4th Indian Infantry Division, der sogenannten „Red Eagle Division“, und blieb in dieser Verwendung bis zu seiner Ablösung durch Generalmajor Alexander Galloway am 24. März 1944. Während dieser Zeit erhielt er am 1. Oktober 1942 den zeitlich befristeten Rang eines Generalmajors (Temporary Major-General) und nahm mit seinem Verband unter anderem an der Zweiten Schlacht von El Alamein (23. Oktober bis 4. November 1942) teil. Er wurde am 31. Mai 1943 zum Generalmajor (Major-General) befördert und wurde für seine militärischen Verdienste 1943 zum einen zum Companion des Order of the Bath (CB) ernannt als auch mit dem Distinguished Service Order (DSO) ausgezeichnet. Zuletzt war er während des Krieges von 1944 bis 1945 Vorsitzender der Grenzkommission (Frontier Commission) in Britisch-Indien und danach zwischen dem 22. Januar und dem 14. Juli 1945 Kommandeur des Kommandos in Ceylon (General Officer Commanding, Ceylon). Er wurde am 14. Juli 1945 Nachfolger von Generalleutnant Sir Frank Messervy übernahm er 14. Juli 1945 den Posten als kommissarischer Kommandierender General des in Niederländisch-Ostindien eingesetzten IV Corps und hatte diesen bis zur Auflösung des Korps am 18. August 1945. In dieser Verwendung nahm er mit seinem Verband an den Schlachten an der Flussbiegung des Sittang (2. Juli bis 7. August 1945) teil. 
Francis Tuker war nach Kriegsende vom 1. November 1945 bis zum Januar 1946 Distriktkommandeur des Distrikts Lucknow in Britisch-Indien. Für seine Verdienste wurde er 1. Januar 1946 als Knight Commander des Order of the Indian Empire (KCIE) nobilitiert, wodurch er fortan den Namenszusatz „Sir“ führte. Nachdem er am 21. Januar 1946 den kommissarischen Dienstgrad eines Generalleutnants (Acting Lieutenant-General) erhalten hatte, war er als Nachfolger von Generalleutnant Sir Arthur Smith zwischen dem 26. Januar 1946 und dem 3. August 1946 Oberkommandierender des Ostkommandos in Britisch-Indien (Eastern Command (India)) und übernahm diesen Posten erneut am 19. März 1947 und hatte diesen bis zur Auflösung dieses Kommandos am 14. August 1947 im Zuge der Unabhängigkeit Indiens vom Vereinigten Königreich am 15. August 1947. Während dieser Zeit hatte er zwischen dem 20. März 1946 und dem 20. März 1956 den Ehrentitel eines Colonel der 2nd Gurkha Rifles inne und wurde am 15. November 1946 zum Generalleutnant (Lieutenant-General) befördert. Am 25. April 1948 schied er aus dem aktiven Militärdienst aus und trat in den Ruhestand. 1950 wurde er zum Fellow der Royal Society of Arts (FRSA) ernannt.
Francis Ivan Sims Tuker heiratete 1923 in Horsham Catherine Isabella Bucknall (1893–nach 1923), Tochter von William St. Vincent Bucknall (1863–1910) und Louisa Caroline Drummond-Hay (1868–1959).

## Veröffentlichungen
- The desert rats and other verses, Falmouth 1944
- The pattern of war, Cassell, London 1948
- While memory serves, Cassell, London 1950
- Does Stalin mean war, Batchworth Press, London 1952
- The chronicle of Private Henry Metcalfe, H.M. 32nd Regiment of foot, together with Lt. John Edmondstone’s letter to his mother of 4th Jan., 1858 (Herausgeber), Cassell, London 1953
- Gorkha. The story of the Gurkhas of Nepal, Constable, London 1957
- The yellow scarf. The story of the life of Thugee Sleeman or Major-General Sir William Henry Sleeman, 1788–1856, of the Bengal army and the Indian Political Service, J. M. Dent, London 1961
- Approach to battle, a commentary. Eighth Army, November 1941 to May 1943, Cassell, London 1963

## Hintergrundliteratur
- Fred Majdalany: Cassino. Portrait of a Battle, Longmans, Green, London 1957
- Richard Mead: Churchill’s Lions. A biographical guide to the key British generals of World War II, Spellmount, Stroud 2007, ISBN 978-1-86227-431-0